# Joaquín Antonio Mora
Joaquín Antonio Mora Alvarado (Cuencamé, Durango; 21 de agosto de 1905 - Monterrey, Nuevo León; 13 de marzo de 1966) fue un destacado arquitecto, acuarelista y educador mexicano, fundador y primer director de la Facultad de Arquitectura de la UANL, y rector de la misma universidad (1958-61).

## Biografía
Nació en Estación Velardeña, municipio de Cuencamé, Durango, el 21 de agosto de 1905, siendo el mayor de los 5 hijos de Néstor Mora Arenas, de profesión albañil, y de doña Valentina Alvarado Duarte. En 1912 la familia Mora Alvarado abandonó Velardeña a raíz de la Revolución mexicana, y se instaló provisionalmente en Torreón, Coahuila, donde Joaquín realizó sus estudios primarios. 
En 1916 la familia cruzó la frontera hacia Laredo, y a partir de 1920 fijaron su residencia definitiva en McAllen, Texas. Ahí en Texas Joaquín realizó sus estudios preparatorios y profesionales en la Universidad de Texas, en donde recibió su título de arquitecto el 8 de junio de 1931. Ya como arquitecto dirigió trabajos en las principales ciudades del norte de la República y en Estados Unidos.